# ふうせん2
『ふうせん2』（ふうせんつー）は、1995年（平成7年）7月8日に公開された日本映画。製作は彩プロ。
映画『ふうせん』（主演：加藤雅也・本木雅弘）の続編ではなく、ストーリー的に繋がりはない。

## キャスト
- 登竜会組員 田上有作：宅麻伸
- 木場五郎：金山一彦
- 永井令子(ブティック店員)：高橋ひとみ
- 田上有利(有作の妹)：寺田光希
- 登竜会会長 桐生：三重街恒二
- 登竜会会長代行 柳田：中山一也 ※特別出演
- 登竜会組員：塩谷庄吾
- 望月祐多
- 一越組組長 一越大蔵：ミッキー・カーチス

## スタッフ
- 監督・脚本：井上眞介
- プロデューサー：菊池勇完
- 製作：北岡隆(ZOOM-X)、高澤吉紀
- 企画・製作：彩プロ
- 企画協力：麻之大樹、山本亜紀子
- 原案：桑山清
- 音楽：金山一彦
- 音楽協力：奥野敦士
- 助監督：渡辺蓉大
- 撮影：芋野昇
- 照明：太田耕治
- 録音：細井正次
- 美術：吉田直哉
- 編集：掛須秀一
- スクリプター：堀ヨシ子
- 助監督：渡辺容大
- 殺陣師：村上潤(J.A.C.)
- 製作担当：土肥裕二
- 装飾：船木博志　持道具：中谷暢宏
- 衣裳：中山とし子
- 美粧：山上綾子
- スチール：石原宏一
- サウンドデザイン：伊藤克己
- 効果：神保大介
- 整音：松本能紀
- タイトル：田中貴志
- 車輌：ストロングワーク
- 製作協力：ZOOM-X、(株)高澤
- アクション：ジャパンアクションクラブ
- 製作協力：株式会社高澤、ZOOM-X
- 配給：彩プロ

| スタブアイコン | サブスタブ | この項目は、まだ閲覧者の調べものの参照としては役立たない、映画に関連した書きかけの項目です。この項目を加筆・訂正などしてくださる協力者を求めています（P:映画/PJ:映画）。 |